# Boronjina
Boronjina este un sat din comuna Danilovgrad, Muntenegru. Conform datelor de la recensământul din 2003, localitatea are 23 de locuitori (la recensământul din 1991 erau 35 de locuitori).

## Demografie
În satul Boronjina locuiesc 23 de persoane adulte, iar vârsta medie a populației este de 60,7 de ani (56,7 la bărbați și 64,7 la femei). În localitate sunt 14 gospodării, iar numărul mediu de membri în gospodărie este de 1,64.
|  |

| Demografie | Demografie | Demografie |
| An         | Locuitori  | Locuitori  |
| ---------- | ---------- | ---------- |
|            |            |            |
|            |            |            |
|            |            |            |
|            |            |            |
| 1948       | 139        |            |
| 1953       | 146        |            |
| 1961       | 117        |            |
| 1971       | 101        |            |
| 1981       | 59         |            |
| 1991       | 35         | 34         |
| 2003       | 26         | 23         |

| \| Componența etnică conform recensământului din 2003[2] \| Componența etnică conform recensământului din 2003[2] \| Componența etnică conform recensământului din 2003[2] \| Componența etnică conform recensământului din 2003[2] \| Componența etnică conform recensământului din 2003[2] \| \| ----------------------------------------------------- \| ----------------------------------------------------- \| ----------------------------------------------------- \| ----------------------------------------------------- \| ----------------------------------------------------- \| \| \| \| \| \| \| \| Muntenegreni \| Muntenegreni \| \| 22 \| 95,65% \| \| Sârbi \| Sârbi \| \| 1 \| 4,34% \| \| necunoscută \| necunoscută \| \| 0 \| 0% \| |              |  |    |        |
| Componența etnică conform recensământului din 2003 |              |  |    |        |
| |              |  |    |        |
| Muntenegreni | Muntenegreni |  | 22 | 95,65% |
| Sârbi | Sârbi        |  | 1  | 4,34%  |
| necunoscută | necunoscută  |  | 0  | 0%     |